# Anna Komnena Angelina
Anna Komnene Angelina, född 1176, död 1212, var en kejsarinna av Nicaea, gift med kejsar Teodor I Lascaris av Nicaea. Hon var medlem av det bysantinska kejsarhuset som dotter till den bysantinske kejsaren Alexios III Angelos och Euphrosyne Doukaina Kamatera. Hon gifte sig först med sin släkting prins Isaac Komnenos, och sedan år 1200 med den framtide Teodor I Lascaris.